# امقيهـر (المضاربة والعارة)

تعديل مصدري - تعديل

امقيهـر هي إحدى قرى عزلة المضاربة بمديرية المضاربة والعارة التابعة لمحافظة لحج، بلغ تعداد سكانها 85 نسمة حسب تعداد اليمن لعام 2004.